# Вайнорске-Язеро
Ва́йнорске-Язеро (словац. Vajnorské jazero, называемый в народе Багер (словац. Bager)) — затопленный карьер в столице Словакии. Располагается на восточной окраине района Братислава III недалеко от озера Золотые Пески на северной стороне шоссе Д1, ведущего из Трнавы в Братиславу, к югу от железнодорожной линии.
Карьер образован примерно в 1938 году как место добычи гравия, которое продолжалось до 2001 года. Разделен дамбой на две части — большое и малое озеро, соединённые проливом. Берега озера крутые и подвержены эрозии. Растительность вокруг озера представлена тополями, ивами, соснами и березами. Является популярным местом отдыха для местных жителей: летом — для плавания и рыбалки, зимой — для катания на коньках.